# Мельник Юрій Михайлович
Юрій Михайлович Мельник (27 березня 1927 , Кути  — 23 грудня 2013 , Львів ) — український науковець, дослідник-мінералог і геохімік, кандидат геолого-мінералогічних наук. Боєць УПА.

## Життєпис
Народився в селянській сім'ї. Закінчив Олеську середню школу. У 1944—1945 рр. — в рядах Української повстанської армії. В одному з боїв важко поранений, понад півроку лікувався. У 1948—1953 рр. навчався на геологічному факультеті Львівського університету, здобув фах геолога.
У студентські роки почав працювати препаратором на кафедрі мінералогії, а з 1953 р. — старшим лаборантом. Протягом 1957—1960 рр. навчався в аспірантурі під керівництвом проф. Є. К. Лазаренка, успішно захистив кандидатську дисертацію на тему «Минералогия коры выветривания краевой северо-западной части Украинского кристаллического щита» (1963).
Після закінчення аспірантури працював на посаді молодшого наукового співробітника Проблемної геохімічної лабораторії, після захисту дисертації — старшого наукового співробітника цієї лабораторії, а з 1974 р. — науково-дослідного сектора Львівського університету.
У 1994 р. Ю. М. Мельника обрано на посаду доцента з науки кафедри мінералогії, з 1997 р. до виходу на пенсію 2000 р. він працював провідним науковим співробітником науково-дослідної частини.
Читав курс «Фізико-хімічні методи дослідження мінералів», консультував студентів з методів рентгеноструктурного і термічного аналізів, оскільки Ю. М. Мельник завжди відрізнявся скрупульозністю досліджень, був прекрасним діагностом тонкодисперсних (глинистих) мінералів.

## Науковий доробок
Автор понад 85 публікацій, серед яких дві монографії. Переважна більшість його наукових праць має регіонально-мінералогічне спрямування, окремі публікації присвячені загальномінералогічним питанням, опису окремих мінералів та їхніх груп, історії мінералогії та рецензуванню.